# Вихвостівська трагедія
Вихвостівська трагедія — самосуд багатих заможних селян (так званих куркулів) над незаможними селянами, учасниками революційного руху в селі Вихвостів (нині село Городнянського району Чернігівської області) у жовтні 1905. Під впливом жовтневого всеросійського політичного страйку невдоволення незаможних селян своїм становищем вилилося у відкриті напади на поміщицькі маєтки та куркульські садиби. Протягом жовтня селяни захопили і частково знищили не менше 50 маєтків. Великою активністю відзначалися селяни Тупичівської волості Городнянського повіту (Чернігівської губернії), які протягом одного тижня розгромили всі великі поміщицькі маєтки. Зокрема, зруйнували винокурний завод і економію поміщика Карвальського-Гриневського в селі Вихвостів, намагалися поділити землю, майно, сільськогосподарський реманент і худобу поміщиків та заможних селян. Захищаючи своє майно, останні, скориставшись тим, що до села наближався каральний загін, скликали за допомогою сільського старости, десяцьких і стражників сільську сходку, на якій вчинили криваву розправу. Було вбито 15 активістів селянського виступу. Чернігівська виїзна сесія Київської судової палати виправдала дії заможних селян, мотивуючи своє рішення тим, що вони виступили на захист приватної власності та законного порядку. Події в селі Вихвостів лягли в основу повісті М.Коцюбинського «Fata Morgana». Загалом в Україні відбулося близько 10 подібних випадків самосуду.

## Музей

Пам'ятник Коцюбинському перед музеєм
Пам'ятник Коцюбинському у Вихвостові перед музеєм
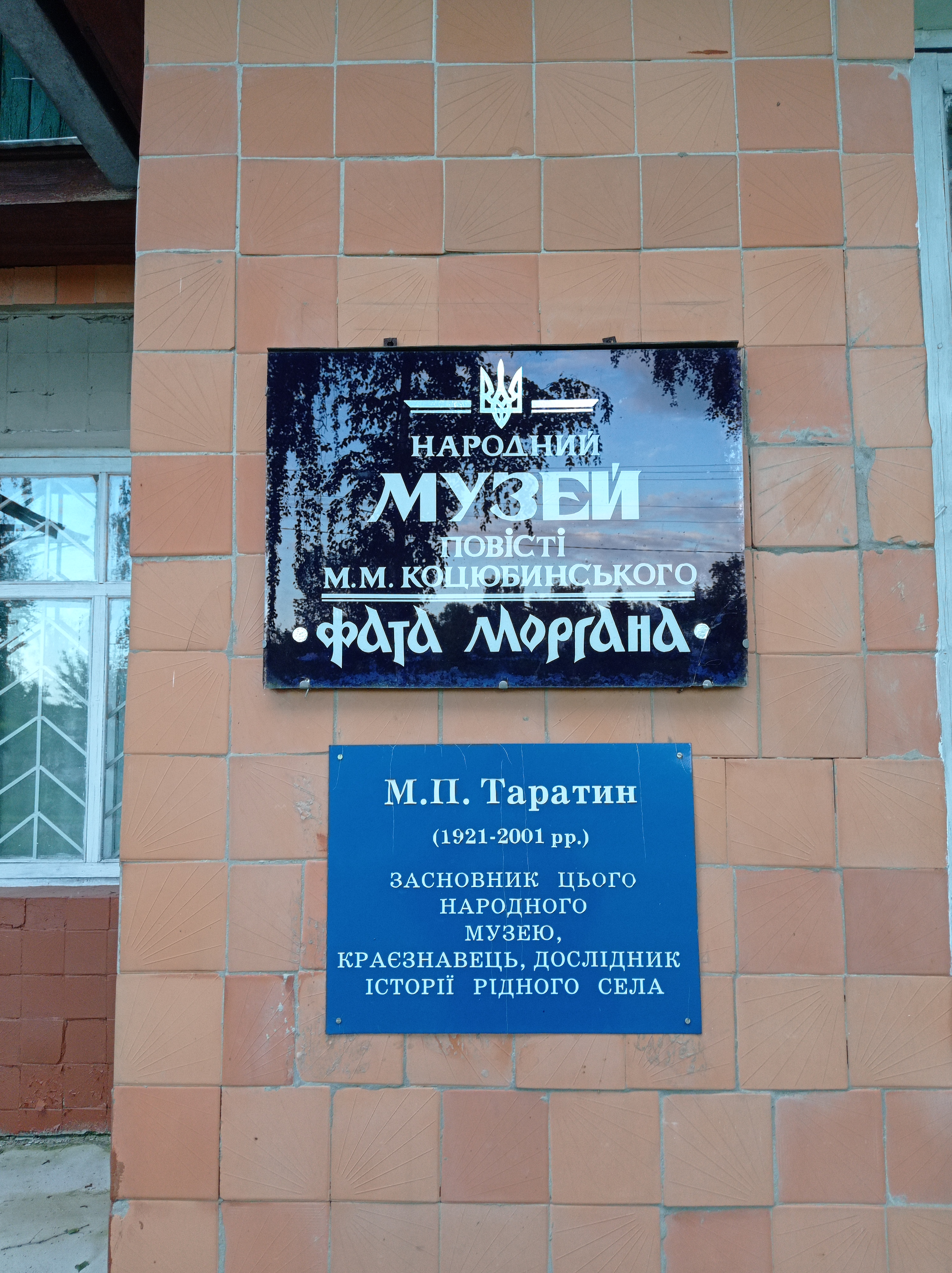
Народний музей повісті М.М.Коцюбинського "Фата Моргана"

В селі Вихвостів є музей, що присвячений твору Fata Morgana Михайла Коцюбинського.